# Плишкин, Александр Александрович
Александр Александрович Плишкин (1910 — ? (не позднее 1984)) — инженер-механик, лауреат Ленинской премии 1972 г.
Родился 17.11.1910 в Вятке.
Член КПСС с 1949 г.
С 1932 года работал во ВНИИ механизации сельского хозяйства: техник-конструктор, инженер, зам. заведующего лабораторией.
Окончил вечернее отделение Московского института механизации и электрификации сельского хозяйства (1938) и заочную аспирантуру ВНИИМСХ (1949).
В 1941—1944 гг. служил в армии. Участник войны, инженер-капитан, 11 инженерно-саперная бригада РГК, начальник мастерских сапёрного батальона. Награждён медалями «За боевые заслуги» (21.02.1944), «За победу над Германией».
Кандидат технических наук (12952). Диссертация:
- Экспериментальное исследование сил, действующих в навесном плуге : диссертация … кандидата технических наук : 05.00.00. — Москва, 1952. — 187 с. : ил.

Старший научный сотрудник (1953).
Ленинская премия 1972 года (в составе авторского коллектива) — за систему мероприятий по защите почв от ветровой эрозии в Северном Казахстане и в степных районах Западной Сибири.
Сочинения:
- Комплексная механизация работ по защите почт от ветровой эрозии [Текст] / А. А. Плишкин, Э. В. Боштейн. — Москва : Колос, 1976. — 184 с. : ил.; 22 см.
- Обработка почвы на целинных и залежных землях [Текст] / Я. А. Минин, П. Е. Никифоров, А. А. Плишкин. — Москва : Сельхозгиз, 1955. — 56 с. : ил.; 20 см.
- Механизация работ по борьбе с ветровой эрозией почв [Текст] / А. А. Плишкин, Ю. Н. Писарев, П. М. Гильштейн, Э. В. Блоштейн. — Москва : Колос, 1966. — 167 с. : ил.; 20 см.
- Методические указания по регулировкам и эксплуатации противоэрозионной техники / ВНИИ механизации сел. хоз-ва; [Разраб. А. А. Плишкиным]. — Москва : Колос, 1981. — 30 с. : ил.; 20 см.